# Setge de Bursa
El setge de Bursa va ocórrer el 1326, quan els otomans van idear un audaç pla per apoderar-se de la ciutat de Bursa. Els otomans no havien capturat cap ciutat abans, la manca d'experiència en aquesta etapa de la guerra va fer que la ciutat no es rendí fins al cap de deu anys. Algunes fonts suggereixen nou anys, i n'hi a d'altres que diuen fins i tot vuit anys.

## Antecedents
Passat el 1300 era encara una de les poques ciutat d'Anatòlia que l'Imperi Romà d'Orient dominava junt amb Nicea i Filadelfia.
La Guerra civil romana d'Orient del 1321-1328 esclatà per la decisió d'Andrònic d'apartar el seu net Andrònic de la línia successòria després que el seu comportament decadent i els seus amics de la noblesa acabés amb la mort accidental del seu germà Manuel i, com a resultat, la mort de pena del seu pare Miquel. El jove es negà a acceptar aquest decret i juntament amb els seus partidaris s'alçà en rebel·lió contra el seu avi i l'esclat del conflicte obligà Andrònic II a avortar la campanya que preparava contra la Gran Companyia Catalana dels almogàvers establerts a Atenes. Després de set anys de guerra intermitent, aconseguí arrabassar-li el tron al seu avi, però els autèntics guanyadors foren les potències veïnes, car l'Imperi Romà d'Orient sortí molt afeblit del conflicte.

## El setge
El tekfur (capitost) de Prusa (generalment esmentada com a Brusa) fou derrotat al coll de Dinboz pels otomans, que van assetjar la ciutat (1308) però no la van poder conquerir. Va quedar bloquejada durant anys perquè els otomans no havien capturat cap ciutat abans i no tenien ni experiència ni maquinària de setge, i finalment es va rendir per la gana el 6 d'abril de 1326; el comandant romà d'Orient va poder abandonar la ciutat sa i estalvi però el seu conseller Saroz, que havia recomanat la rendició, va passar al servei dels otomans; els grecs van ser establerts a un barri i la ciutat va ser ocupada per turcs i la ciutadella fou declarada la capital del beilicat otomà.

## Importància
La captura de Bursa va establir Osman I (Othman) i els seus successors com la major potència d'Àsia Menor, a partir de l'Imperi Otomà.